# Ulica Wał Zawadowski w Warszawie
Ulica Wał Zawadowski – ulica w dzielnicach Wilanów i Mokotów w Warszawie. Biegnie wzdłuż wiślanego wału przeciwpowodziowego.

## Opis
W przeważającej części leży na terenie przyłączonym do Warszawy w roku 1951, a formalnie jako ulica uzyskała nazwę w roku 1960.
W odróżnieniu od leżącego po prawej stronie Wisły Wału Miedzeszyńskiego Wał Zawadowski jest drogą lokalną i tylko na czterokilometrowym odcinku od ulicy Włóki do skrzyżowania z Sytą oraz krótkim odcinku od Trasy Siekierkowskiej do ul. Bananowej jest asfaltową ulicą miejską. Pozostałe odcinki to drogi gruntowe, bądź wyznaczone na mapie nienadające się do ruchu ścieżki.
Ulica rozpoczyna bieg na granicy Warszawy z Kępą Okrzewską, następnie odchodzi od niego ulica Prętowa (obecnie wyznaczone na mapie skrzyżowanie dwóch dróg gruntowych ), przecina tory bocznicy kolejowej prowadzącej do Elektrociepłowni Siekierki (przejazd bez zapór) i łączy się z ulicą Włóki, biegnąc dalej w jej osi. Następnie od Wału Zawadowskiego odchodzą ulice Zaściankowa, Jara i Glebowa, ponownie przecina tory kolejowe do EC Siekierki (przejazd bez zapór) i kończy swój pierwszy odcinek u zbiegu z Sytą. Za kanałem doprowadzającym wodę z Wisły do EC Siekierki i ujściem Wilanówki Wał Zawadowski już jako droga gruntowa na terenie Mokotowa krzyżuje się z ulicami Spiralną i Grzegorza Piramowicza i dochodzi do Trasy Siekierkowskiej. Dalej jest już wspomniany końcowy odcinek asfaltowy do ulicy Bananowej.
Taki pełny przebieg Wału Zawadowskiego to odcinek blisko 9,5 km, co mogłoby stawiać go jako jedną z najdłuższych ulic Warszawy. Niektóre z archiwalnych planów miejskich pokazują przebieg ulicy nawet aż do basenu Stacji Pomp Rzecznych Wodociągów Warszawskich przy Czerniakowskiej 106/124. W tym przypadku jego długość byłaby już porównywalna z Wałem Miedzeszyńskim.
Ulicą nie kursują autobusy, nie posiada ścieżek rowerowych ani chodników. Ulica w dużej części zachowała wiejski charakter z polami uprawnymi i długimi odcinkami nieużytków. Jedyne pojedyncze zabudowania znajdują się na odcinku od ulicy Włóki do Glebowej. Numeracja ulicy, która od pewnego momentu biegnie osią ulicy Włóki, jest kontynuacją numerów posesji tej ulicy. Ostatni numer Włóki to 75, a Wał Zawadowski rozpoczyna się od numeru 77.
Odcinek Wału Zawadowskiego na terenie Zawad, nazywany roboczo Czerniakowska-bis, ma być częścią drogi ekspresowej łączącej Trasę Siekierkowską z planowaną Południową Obwodnicą Warszawy. U zbiegu z POW ma powstać węzeł pozwalający na wjazd na autostradę A2 i most Południowy.